# Суннагын
Суннагы́н (Алда́но-Учу́рский хребе́т) — горный хребет в Якутии, расположенный на северо-восточной окраине Алданского нагорья, в междуречье рек Тимптон и Учур.
Высота хребта достигает 2246 м. Хребет сложен кристаллическими сланцами, гнейсами и гранитами. Вершины имеют куполовидные или уплощенные формы. Речные долины в нижней части склонов покрыты лиственничным лесом, выше — зарослями кедрового стланика, а также горно-тундровой растительностью.